# Turgajská plošina
Turgajská plošina (kazašsky Торғай үстірт, Torğaj üstirt, rusky Тургайское плато, Turgajskoe plato) je náhorní rovina mezi Jižním Uralem a Mugodžary na západě a Kazašskou pahorkatinou na východě. Nachází se na území Kostanajské oblasti Kazachstánu. Je dlouhá asi 600 a široká asi 300 km. Střední nadmořská výška se pohybuje od 200 do 300 m, nepřesahuje 310 m. Severojižní osou plošiny je Turgajská brána s řekou Torgaj.
V geologické stavbě převládají mořské i pevninské jíly a pískovce. Jižní část je rozčleněna do systému stolových zvýšenin. V oblasti se nachází množství slaných jezer. Jsou tu ložiska magnetitu, limonitu, bauxitu a uhlí.
Vegetace severní části patří do pásma stepí (většinou kultivovaných), v jižní části převládají polopouště.